# Камызякский район
Камызя́кский райо́н — административно-территориальная единица (район) и муниципальное образование (муниципальный район) в Астраханской области России.
Административный центр — город Камызяк.

## География
Камызякский район расположен в пределах Прикаспийской низменности в южной части Астраханской области, представляющей собой плоскую дельтовую равнину реки Волга. На юге территория района омывается водами Каспийского моря.
Район занимает основную часть дельты реки Волга, его территория района изрезана её рукавами и протоками, расходящимися по принципу веерной системы по мере приближения к береговой линии Каспийского моря. Самыми крупными водными артериями являются реки Камызяк (Кизань), Старая Волга, Бахтемир, Иванчуг и Табола.
Часть территории района входит в Астраханский заповедник.

## История
14 июля 1925 года на основании постановления Президиума ВЦИК Астраханский Губернский исполнительный комитет постановляет: упразднить существующее в Астраханской губернии деление на уезды-волости и установить административное деление губернии на районы и сельобщества. На основании данного постановления был образован Камызякский район с центром в с. Камызяк. В него вошли полностью Камызякская волость, части Началовской, Семибугровской и Чаганской волостей бывшего Астраханского уезда. В июне 1928 года район вошёл в составе Астраханского округа Нижне-Волжского края. В том же году в районе начала издаваться существующая по сей день газета «Маяк дельты». 30 июля 1930 года Астраханский округ, как и большинство остальных округов СССР, был упразднён. Его районы отошли в прямое подчинение Нижне-Волжского края. С 10 января 1934 года Камызякский район в составе Сталинградского края, с 5 декабря 1936 года — в составе Сталинградской области. 16 июля 1937 года в составе Сталинградской области был повторно образован Астраханский округ, куда вошёл и Камызякский район.
27 декабря 1943 года район вошёл в состав вновь образованной Астраханской области. В мае 1944 года Камызякский район был разукрупнён, часть территории была передана Травинскому и Зеленгинскому районам. В феврале 1963 года упраздняется Травинский район и его территория передаётся Камызякскому району.

## Население
| 1939    | 1959    | 1970    | 1979    | 1989    | 2002    | 2003    | 2004    | 2005    |
| ------- | ------- | ------- | ------- | ------- | ------- | ------- | ------- | ------- |
| 51 042  | ↘24 706 | ↗50 307 | ↘49 435 | ↗50 336 | ↘49 837 | ↘49 800 | ↗50 100 | →50 100 |
| 2006    | 2007    | 2008    | 2009    | 2010    | 2011    | 2012    | 2013    | 2014    |
| ↗50 300 | →50 300 | ↗50 600 | ↘50 463 | ↘48 647 | ↗48 656 | ↗48 668 | ↘48 287 | ↘48 154 |
| 2015    | 2016    | 2017    | 2018    | 2019    | 2020    | 2021    |         |         |
| ↗48 257 | ↘47 836 | ↘47 562 | ↘47 029 | ↘46 413 | ↘46 096 | ↗47 716 |         |         |

### Урбанизация
В городских условиях (город Камызяк, пгт Волго-Каспийский и Кировский) проживают 43,9 % населения района.

### Национальный состав
По итогам переписи 2010 года:
| Национальность | Численность (чел.) | Процентное соотношение |
| -------------- | ------------------ | ---------------------- |
| Русские        | 28 545             | 58,68%                 |
| Казахи         | 15 104             | 31,05%                 |
| Татары         | 904                | 1,86%                  |
| Другие         | 1678               | 3,45%                  |
| Не указали     | 2416               | 4,97%                  |
| Всего          | 48 647             | 100,00%                |

По итогам переписи населения 2020 года проживали следующие национальности (национальности менее 0,1 % и другое см. в сноске к строке «Другие»):
| Национальность   | Численность, чел. | Доля     |
| ---------------- | ----------------- | -------- |
| Русские          | 28 193            | 59,09 %  |
| Казахи           | 14 335            | 30,04 %  |
| Татары           | 603               | 1,26 %   |
| Чеченцы          | 204               | 0,43 %   |
| Азербайджанцы    | 149               | 0,31 %   |
| Армяне           | 117               | 0,25 %   |
| Аварцы           | 78                | 0,16 %   |
| Турки            | 73                | 0,15 %   |
| Украинцы         | 71                | 0,15 %   |
| Турки-месхетинцы | 67                | 0,14 %   |
| Узбеки           | 65                | 0,14 %   |
| Даргинцы         | 56                | 0,12 %   |
| Другие           | 3705              | 7,76 %   |
| Итого            | 47 716            | 100,00 % |

## Административное деление
Камызякский район как административно-территориальная единица включает в свой состав 1 город районного значения, 2 посёлка городского типа, 12 сельсоветов.
В Камызякский район как муниципальное образование со статусом муниципального района входят 15 муниципальных образований, в том числе 3 городских и 12 сельских поселений:
| №        | Муниципальное образование      | Административный центр    | Количество населённых пунктов | Население | Площадь, км² |
| -------- | ------------------------------ | ------------------------- | ----------------------------- | --------- | ------------ |
| 1e-06    | Городские поселения:           |                           |                               |           |              |
| 1        | город Камызяк                  | город Камызяк             | 1                             | ↗16 154   | 41,03        |
| 2        | посёлок Волго-Каспийский       | пгт Волго-Каспийский      | 1                             | ↗2757     | 2,54         |
| 3        | посёлок Кировский              | пгт Кировский             | 1                             | ↘2035     | 9,65         |
| 3.000002 | Сельские поселения:            |                           |                               |           |              |
| 4        | Верхнекалиновский сельсовет    | посёлок Верхнекалиновский | 2                             | ↘1252     | 100,98       |
| 5        | Жан-Аульский сельсовет         | село Жан-Аул              | 2                             | ↗1037     | 64,31        |
| 6        | Иванчугский сельсовет          | село Иванчуг              | 2                             | ↗1853     | 110,01       |
| 7        | Каралатский сельсовет          | село Каралат              | 3                             | ↗1814     | 54,99        |
| 8        | Караулинский сельсовет         | село Караульное           | 6                             | ↘2018     | 276,24       |
| 9        | Николо-Комаровский сельсовет   | село Никольское           | 3                             | ↗1446     | 81,13        |
| 10       | Новотузуклейский сельсовет     | село Тузуклей             | 4                             | ↗3051     | 254,47       |
| 11       | Образцово-Травинский сельсовет | село Образцово-Травино    | 7                             | ↗5291     | 774,9        |
| 12       | Раздорский сельсовет           | село Раздор               | 5                             | ↗2343     | 692,46       |
| 13       | Самосдельский сельсовет        | село Самосделка           | 5                             | ↘1463     | 282,75       |
| 14       | Семибугоринский сельсовет      | село Семибугры            | 3                             | ↗2633     | 74,39        |
| 15       | Чаганский сельсовет            | село Чаган                | 3                             | ↘2569     | 35,05        |

С 1 января 2006 года в соответствии с Законом Астраханской области № 43/2004-ОЗ от 6 августа 2004 года в составе района образовано 20 муниципальных образований: 3 городских и 17 сельских поселений.
Законом Астраханской области от 14 декабря 2010 года № 78/2010-ОЗ упразднённый Каспийский сельсовет вошёл в состав Раздорского сельсовета.
Законом Астраханской области от 3 июня 2015 года № 31/2015-ОЗ Чапаевский и Каралатский сельсоветы были объединены в Каралатский сельсовет с административным центром в селе Каралат.
Законом Астраханской области от 29 июня 2015 года № 42/2015-ОЗ, муниципальные образования «Село Чаган» и «Уваринский сельсовет» были объединены в муниципальное образование «Чаганский сельсовет» с административным центром в селе Чаган.
Законом Астраханской области от 5 сентября 2017 года № 46/2017-ОЗ, Лебяжинский, Образцово-Травинский и Полдневский сельсоветы были объединены в Образцово-Травинский сельсовет с административным центром в селе Образцово-Травино.

## Населённые пункты
В Камызякском районе 48 населённых пунктов.
| №  | Населённый пункт  | Тип     | Население | Муниципальное образование      |
| -- | ----------------- | ------- | --------- | ------------------------------ |
| 1  | Азовский          | посёлок | ↗268      | Раздорский сельсовет           |
| 2  | Алексеевка        | село    | ↘190      | Самосдельский сельсовет        |
| 3  | Аршин             | посёлок | ↘36       | Самосдельский сельсовет        |
| 4  | Бараний Бугор     | село    | ↘225      | Семибугоринский сельсовет      |
| 5  | Бирючек           | село    | ↘552      | Семибугоринский сельсовет      |
| 6  | Верхнекалиновский | посёлок | ↗1351     | Верхнекалиновский сельсовет    |
| 7  | Волго-Каспийский  | пгт     | ↗2757     | посёлок Волго-Каспийский       |
| 8  | Гандурино         | село    | ↘374      | Образцово-Травинский сельсовет |
| 9  | Грушево           | село    | ↘423      | Новотузуклейский сельсовет     |
| 10 | Дамчик            | посёлок | ↘28       | Образцово-Травинский сельсовет |
| 11 | Жан-Аул           | село    | ↗941      | Жан-Аульский сельсовет         |
| 12 | Застенка          | село    | ↗563      | Раздорский сельсовет           |
| 13 | Затон             | село    | →844      | Караулинский сельсовет         |
| 14 | Иванчуг           | село    | ↘1423     | Иванчугский сельсовет          |
| 15 | Камызяк           | город   | ↗16 154   | город Камызяк                  |
| 16 | Каралат           | село    | ↗1156     | Каралатский сельсовет          |
| 17 | Караульное        | село    | →817      | Караулинский сельсовет         |
| 18 | Каспий            | посёлок | ↗318      | Раздорский сельсовет           |
| 19 | Качкаринский      | посёлок | ↗190      | Самосдельский сельсовет        |
| 20 | Кировский         | пгт     | ↘2035     | посёлок Кировский              |
| 21 | Комаровка         | село    | ↗392      | Николо-Комаровский сельсовет   |
| 22 | Лебяжье           | село    | ↘732      | Образцово-Травинский сельсовет |
| 23 | Моряков           | посёлок | ↘202      | Николо-Комаровский сельсовет   |
| 24 | Нижнекалиновский  | посёлок | ↗187      | Жан-Аульский сельсовет         |
| 25 | Нижненикольский   | посёлок | ↘282      | Образцово-Травинский сельсовет |
| 26 | Николаевский      | посёлок | ↗108      | Караулинский сельсовет         |
| 27 | Никольское        | село    | ↘24       | Николо-Комаровский сельсовет   |
| 28 | Новинский         | посёлок | ↗239      | Караулинский сельсовет         |
| 29 | Образцово-Травино | село    | ↗3012     | Образцово-Травинский сельсовет |
| 30 | Обуховский        | посёлок | ↗153      | Караулинский сельсовет         |
| 31 | Октябрьский       | посёлок | ↘221      | Образцово-Травинский сельсовет |
| 32 | Парыгино          | село    | ↘312      | Каралатский сельсовет          |
| 33 | Полдневое         | село    | ↗1097     | Образцово-Травинский сельсовет |
| 34 | Раздор            | село    | ↗1320     | Раздорский сельсовет           |
| 35 | Ревин Хутор       | посёлок | ↘27       | Раздорский сельсовет           |
| 36 | Самосделка        | село    | ↘1239     | Самосдельский сельсовет        |
| 37 | Семибугры         | село    | ↘1778     | Семибугоринский сельсовет      |
| 38 | Сизова Грива      | посёлок | ↘113      | Новотузуклейский сельсовет     |
| 39 | Станья            | посёлок | ↗258      | Караулинский сельсовет         |
| 40 | Трехизбинка       | село    | ↘203      | Новотузуклейский сельсовет     |
| 41 | Тузуклей          | село    | ↗2388     | Новотузуклейский сельсовет     |
| 42 | Увары             | село    | ↘1034     | Чаганский сельсовет            |
| 43 | Успех             | посёлок | ↘185      | Чаганский сельсовет            |
| 44 | Форпост           | посёлок | ↗41       | Самосдельский сельсовет        |
| 45 | Хмелёвка          | село    | ↘467      | Иванчугский сельсовет          |
| 46 | Чаган             | село    | ↗1502     | Чаганский сельсовет            |
| 47 | Чапаево           | село    | ↘429      | Каралатский сельсовет          |
| 48 | Ямана             | посёлок | ↘5        | Верхнекалиновский сельсовет    |

## Экономика
Камызякский район занимает третье место в области по наличию промышленных предприятий разного профиля. В районе действует 34 промышленных предприятия (из них крупных и средних 12), 14 колхозов.
Итоги экономического и социального положения муниципального образования «Камызякский район» за январь-декабрь 2008 год.
Объём отгруженных товаров собственного производства, выполненных работ и услуг (включая рыболовство и рыбоводство), составил 692,5 млн рублей, индекс промышленного производства — 131,1 %. В объёме отгруженных товаров собственного производства, выполненных работ и услуг предприятиями по видам деятельности (чистым) 68,4 % занимают обрабатывающие производства, 10,6 % — производство, передача и распределение электроэнергии, газа и воды, 21,1 % — рыболовство, рыбоводство и услуги в этих областях.
Структура отгруженных товаров по виду деятельности «обрабатывающие производства» сложилась следующим образом: «пищевые продукты, включая напитки» — 34,2 %; «текстильное и швейное производство» — 35 %.

## Археология

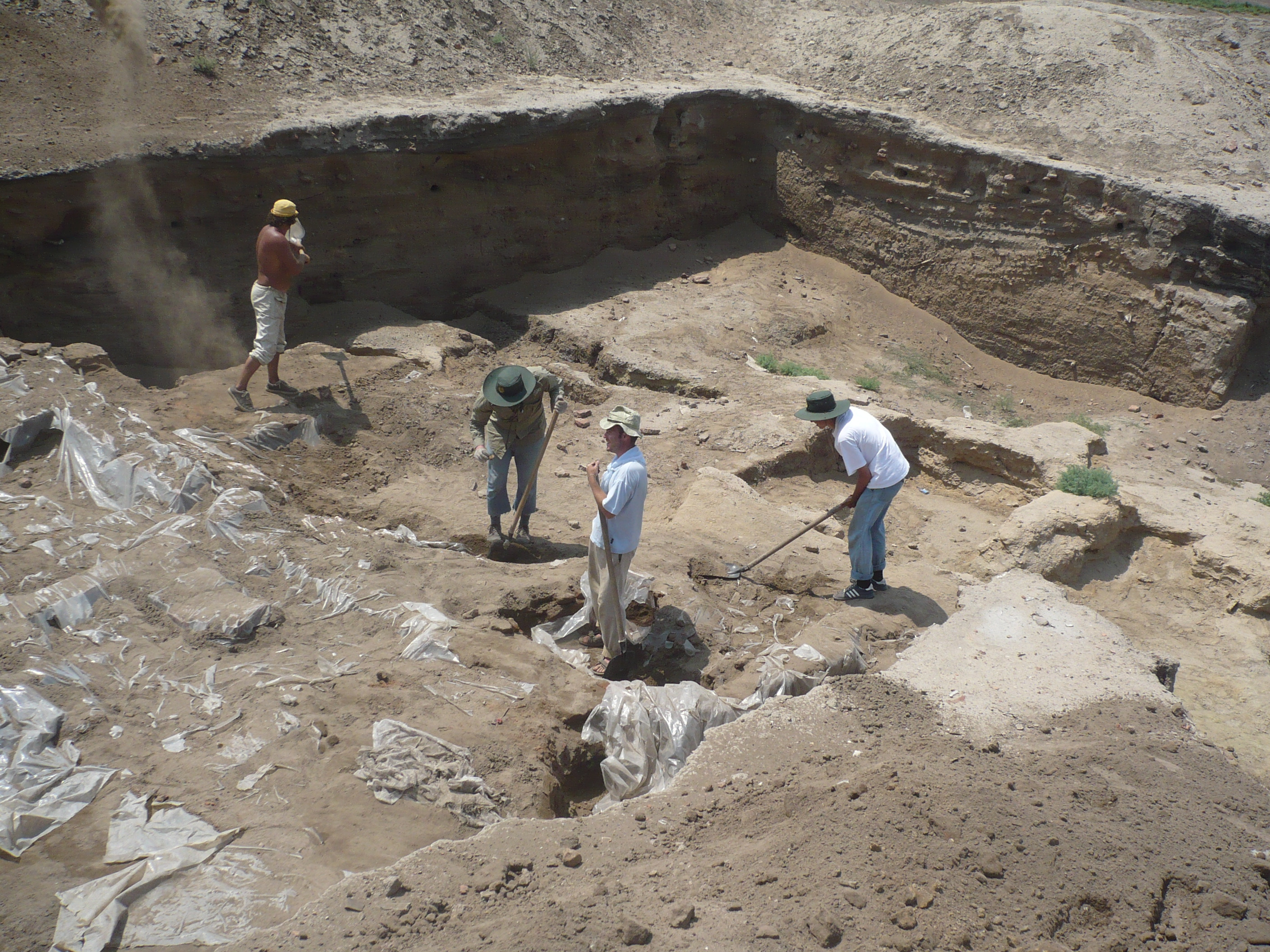
Раскопки Самосдельского городища

Вблизи сёл Семибугры и Бараний Бугор Семибугоринского сельсовета по правому и левому берегам реки Болда в дельте Волги нашли хазарское поселение площадью около 150 га, которое по монетному материалу датируется VIII—X веками. Среди находок —  серебряный дирхем, отчеканенный в VIII веке в арабской провинции Тунис, фрагмент металлической пластины с «тамгой», сходной по виду со знаками Рюриковичей, черепица и византийские кирпичи, которые указывают на то, что постройки в этом месте могли быть частью дворца. Это первый опорный хазарский памятник в дельте Волги. Часть учёных ранее отождествляла Итиль с другим поселением в Камызякском районе — Самосдельским городищем, но салтово-маяцкая керамика на нём не найдена. Группа хазарских памятников объединена в Семибугоринский археологический комплекс с центральной частью у села Бараний Бугор, в окрестностях которого выявлены 5 поселенческих объектов IX—X веков. В одном из них зафиксированы остатки крупного кирпичного сооружения и большого количества известкового раствора с толщиной стен около 4 м и размером 40х60 м. Возможно, постройка является погребальной конструкцией — гробницей, принадлежавшей, учитывая размеры и характер постройки, представителю элиты Хазарского каганата. Письменные исторические источники сообщают о каганской (царской) монополии на кирпичное строительство. Керамическая тара, обнаруженная на Семибугоринском археологическом комплексе и в фондах Астраханского музея-заповедника, относится к так называемым пифосам-кувшинам салтово-маяцкого круга. Учитывая эволюцию гончарных традиций (главным образом, в процессе обжига керамики, повлекшие изменения её цвета с сероглиняного на красноглиняный) семибугоренские красноглиняные нелощёные пифосы-кувшины датируются концом IX — началом X века.

## Известные уроженцы
- Глазов, Василий Иванович (1927—1997) — председатель правления Астраханского областного Союза рыболовецких потребительских обществ.
- Дмитриев, Григорий Константинович (1902—1943) — советский военный деятель, полковник.
- Жилкин, Александр Александрович (род. 1959) — губернатор Астраханской области.
- Кононенко, Алексей Андреевич (1912—1944) — старший лейтенант, Герой Советского Союза.
- Кошманов, Михаил Михайлович (1923—1945) — младший лейтенант, Герой Советского Союза.
- Краснов, Николай Иванович (1909— ?) — советский военачальник, полковник.
- Смирнов, Павел Михайлович (1908—1943) — советский танкист, механик-водитель, Герой Советского Союза.
- Тычков, Анатолий Георгиевич (1925—1997) — участник Великой Отечественной войны, полный кавалер ордена Славы.
- Шалахметов, Гадильбек Минажевич (1943 - 2024) — советский и казахстанский публицист, автор более 300 научных и публицистических статей, сценарист.
- Якушкин Евгений Евгеньевич (род.1972, г. Камызяк) — музыкант, педагог, дирижёр, композитор. Лауреат Российских и Международных конкурсов.
- Чигирбаев Мадарис Исмагулович[40] (род. 1947г, с. Парыгино,Камызякский район.) -музыкант, бессменный руководитель народного детского духового оркестра, заслуженный работник культуры, почётный гражданин города Камызяк